# Municipio de Vergara
El municipio de Vergara es uno de los municipios del departamento de Treinta y Tres, Uruguay. Tiene su sede en la ciudad homónima.

## Ubicación
El municipio se encuentra localizado en la zona centro-oeste del departamento de Treinta y Tres.

## Características
El municipio de Vergara fue creado por Ley N.º 18653 del 15 de marzo de 2010, y forma parte del departamento de Treinta y Tres. Comprende el distrito electoral FBA de ese departamento.

## Territorio y demografía
El territorio correspondiente a este municipio comprende un área total de 622.5km², y alberga una población de 4064 habitantes de acuerdo a datos del censo del año 2011, lo que implica una densidad de población de 6.5 hab/km².
Forman parte del municipio las siguientes localidades: 
- Vergara

## Autoridades
La autoridad del municipio es el Concejo Municipal, compuesto por el Alcalde y cuatro Concejales.
Alcaldes según período:
| Nº | Alcalde                | Partido             | Inicio del mandato      | Fin del mandato         | Observaciones     | Concejales                                                                               |
| -- | ---------------------- | ------------------- | ----------------------- | ----------------------- | ----------------- | ---------------------------------------------------------------------------------------- |
| 1  | María del Carmen Muniz | Partido Nacional PN | 9 de julio de 2010      | julio de 2015           | Alcaldesa elegida |                                                                                          |
| 2  | José Fidencio González | Partido Nacional PN | 9 de julio de 2015      | 26 de noviembre de 2020 | Alcalde elegido   | Julio C. Reolon (PN) Ruben Joel Hosta (PN) Jorge Velázquez (FA) Gabriel Duche (FA)       |
| 3  | José Fidencio González | Partido Nacional PN | 27 de noviembre de 2020 | 2025                    | Alcalde reelegido | Washington Medeiros (PN) Brenda Guillermo (PN) William Bentancur (PN) Julio Machado (PN) |